# Andrelino Rodrigues De Moraes
Andrelino Rodrigues De Moraes (Silvânia (GO), 12 de dezembro 1890— Bonfinópolis (GO), 17 de julho 1961), foi um prefeito de Campinas e um empreendedor. 

## Biografia

### Prefeito
Andrelino foi apontado como prefeito de Campinas pelo governador Ludovico Teixeira em 1930

### Construção de Goiânia
Quando era prefeito de Campinas em 1933, o governador Pedro Ludovico Teixeira planejava construir uma nova capital estadual. O local em que Andrelino era dono de terras foi visto como perfeito pelo governador. Andrelino doou 50 alqueires para a construção da nova capital. Foi o maior doador de terras para a sua construção. 
Andrelino foi responsável pela criação da primeira linha de ônibus entre Goiânia e Campinas.

### Bairros
Andrelino foi responsável pela doação das terras usadas para a criação dos bairros Crimea Oeste e Crimea Leste. Fez vários loteamentos na capital como Vila Moraes, Vila Late, Novo Mundo, Palmito e Bairro Feliz.

### Família
Andrelino teve 12 filhos com sua esposa Barbara De Moraes. Também era irmão mais novo de José Rodrigues de Moraes Filho, Octáviano Rodrigues de Moraes e Francisco de Assis Moraes.  Em 2019 seus descendentes ganharam na justiça contra o estado de Goiás, que devia pagamento para uma certa porção das terras doadas. O processo foi o segundo mais longo da história do Brasil, sendo apenas ultrapassado pela disputa entre a família imperial e o estado brasileiro sobre o palácio guanabara.

## HomenagemPost-Mortem

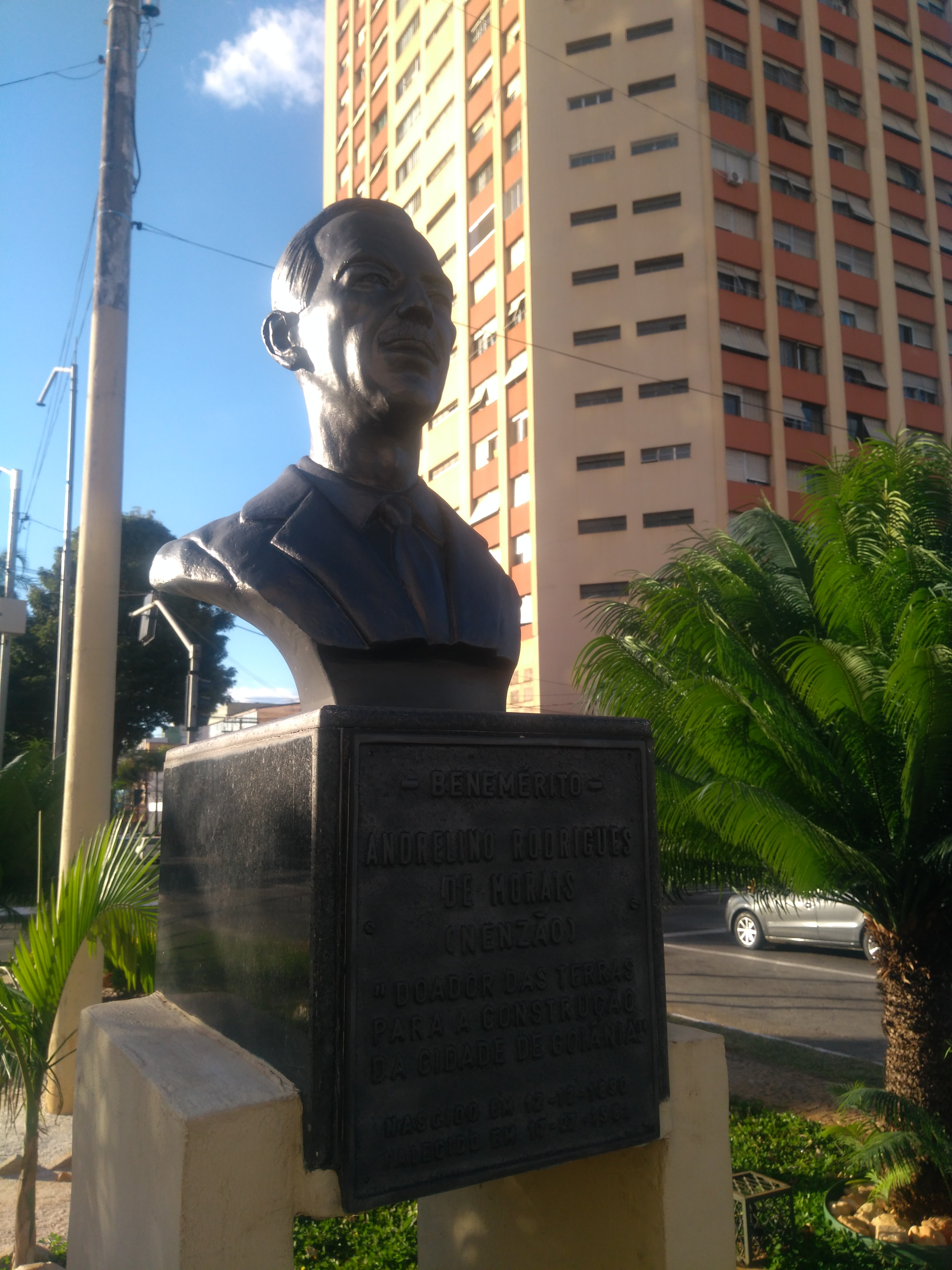
Busto De Andrelino Rodrigues de Moraes

Andrelino foi honrado com um busto de bronze na Avenida Paranaíba em Goiânia em 2019. Várias ruas foram nomeadas com o seu nome na capital estadual, como também a Escola Estadual Andrelino Rodrigues de Morais. 